# Östra Ljungby distrikt
Östra Ljungby distrikt är ett distrikt i Klippans kommun och Skåne län. 
Distriktet ligger nordväst om Klippan. 

## Tidigare administrativ tillhörighet
Distriktet inrättades 2016 och utgörs av socknarna Östra Ljungby och Källna i Klippans kommun
Området motsvarar den omfattning Östra Ljungby församling hade 1999/2000 och fick 1977 när socknarnas församlingar gick samman.